# 湯本泰隆
湯本泰隆（ゆもとやすたか、1984年12月21日 - ）は、日本の教育者。郷土史研究家。ながおか史遊会塾頭。社会実験家。YouTuber。地域史教育コーディネーター。新潟県長岡市出身。

## 概要
幼少の頃より父親や周りの大人たちの影響で歴史に興味を持つ。大学で考古学と民俗学を学び、大学卒業後、単身渡米。海外生活も経験し、そこで培った語学力を活かして郷土資料の英文化やインバウンド事業にも積極的にかかわっている。10代後半から国の内外を転々とし、2014年に帰郷。帰郷後は、地元の仲間とともにながおか史遊会を結成。歴史や郷土史に興味を持つ人材の育成に力を注ぐ。多くの歴史系イベントを仕掛ける傍ら、自らの地元の歴史や文化をテーマに執筆・講演なども行っている。

## 主な著作
- 「板碑を読む」　2017～2019　　越後ジャーナルなど地元の地域新聞にて連載。
- 「荒川次郞吉と荒川基金について」『頸城野郷土資料室学術研究部研究紀要』Forum20（2017）

- 「長岡地域における巨人伝説」『妖怪文化』第1号（2018　新潟妖怪研究所）

- 「荒川次郎吉の事績　～「功績調書を通して」～」　『新潟県立歴史博物館研究紀要』第19号（2018　新潟県立歴史博物館）

- 「熱海における荒川次郎吉」『長岡郷土史研究』第55号（2018　長岡郷土史研究会）

- 「城の設計を人間に教える狐の話」『妖怪文化』第2号（2019　新潟妖怪研究所）
- 漫画『荒川次郎吉物語　～故郷に夢を託した偉人（ひと）～』（監修）（2019）

- 「城内稲荷の苧引伝説」　『長岡郷土史研究』第56号（2019　長岡郷土史研究会）
- 「板碑を読む　栃尾熊袋・円隆寺遺物の板碑二基」（2020　栃尾タイムス 2月15日号）
- 「井上円了と坪井正五郎」『妖怪文化』第3号（2020　新潟妖怪研究所）
- 「荒川次郎吉に関する資料二点」『長岡郷土史研究』第57号（2020　長岡郷土史研究会）
- 「妖怪文化界隈で2021年にやりたいこと」『妖怪文化』第４号（2021）
- 「IT化・高齢社会のその先へ。100年後を見据えた「学びの文化を創出する」～ながおか史遊会における社会教育・生涯学習の実践例」『古事 : 天理大学考古学研究室紀要』26号（2022　天理大学考古学・民俗学研究室）
- 「宝徳山稲荷大社神幸祭「火の鳥」について」『妖怪文化』第５号（2022　新潟妖怪研究所）
- 「三島億二郎、その後の顕彰～「誰」が「どのように」取り上げてきたのか～」『長岡郷土史 』第59号（2022　長岡郷土史研究会）
- 「山本先生の語学力」（日英併記）『郵政考古紀要』第77冊（2022　大阪郵政考古学会）
- 「2022年の怪活報告」『妖怪文化』第6号（2023　新潟妖怪研究所）
- 「新保石五郎について」『長岡郷土史』第60号（2023　長岡郷土史研究会）
- 『21世紀の上越スタイル　生活文化誌 2005-2025』（共著）（2023）
- 「「怪」は「快」なり ～2023年の怪活報告～」『妖怪文化』第7号（2024　新潟妖怪研究所）
- 『新潟怪談』（ 共著、2024 竹書房）
- 「三島億二郎の肖像画　その謎を探る　～いつ描かれたものなのか～」　『長岡郷土史研究』第61号（2024　長岡郷土史研究会）
- 『長岡復興の恩人～三島億二郎物語～』（共著）（2024　三島億二郎顕彰会）
- 「三島億二郎謹慎の背景」『頸城野郷土資料室学術研究部研究紀要』Forum129　（2024）
- 「扇浦日記（ペルリ來航視察記）」『頸城野郷土資料室学術研究部研究紀要』Vol.8 No.10 史資料紹介　（2024）

## メディア掲載歴
- 「ながおか史遊会 まわしよみ新聞をつくろう」（長岡ケーブルテレビ　2018年12月）

- 「日越小出身の教育者、荒川次郎吉　苦学続けた生涯に光」（新潟日報　2019年4月）
- 「長岡城の逸話　キャラでPR　アニメ風親しみやすく　地域の歴史若者も興味を」（新潟日報　2021年11月）